# Битва при Минатогава
Битва при Минатогава (яп. 湊川の戦い Минатогава но татакай) — решающее сражение между войсками Асикага Такаудзи, и верными императору Го-Дайго силами, под общим командованием Нитта Ёсисада, состоявшееся 5 июля 1336 года. В сражении на стороне императорских войск участвовал отряд «идеального самурая» Кусуноки Масасигэ.
К началу сражения ситуация на театре военных действий складывалась следующим образом. Асикага Такаудзи, после поражения от Нитта Ёсисада отступивший на остров Кюсю, полностью восстановил силы и заручился поддержкой трёх могущественных клана Кюсю — Сони, Симадзу и Отомо, а также получил значительные подкрепления с острова Сикоку под командованием Хосокава. Усилив таким образом армию, Асикага Такаудзи двинулся на Киото двумя отрядами: одним, продвигавшимся на судах вдоль берега Внутреннего моря, руководил сам Такаудзи, другим, двигавшимся по суше, командовал его брат Асикага Тадаёси. Авангард же возглавлял представитель клана Сони — Ёрихиса.
Под натиском сильного противника армия Нитта Ёсисада начала отход. Император Го-Дайго, обеспокоенный продвижением противника, дал распоряжение о генеральном сражении. Как сообщают источники, Кусуноки Масасигэ предлагал другой план: продолжить тактическое отступление, заманив противника в Киото, из которого Асикага Такаудзи уже был выбит однажды войсками Нитта Ёсисада. Однако этот план не был принят императором. Кусуноки Масасигэ возражать не рискнул, однако считал, что императорская армия обречена на поражение.

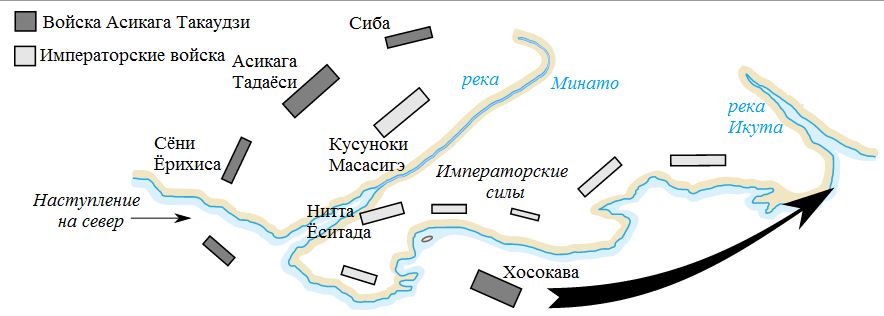
Битва при реке Минато

К началу боя части Нитта Ёсисада прикрывали берег моря между реками Минато и Икута. Отряд Кусуноки Масасигэ противостоял движению Асикага Тадаёси, имея в тылу реку Минато. Что касается Асикага Такаудзи, то он разделил армию на три части: центром командовал он сам, правым флангом — Сони, а левым — Сиба. Сражение началось с попытки самураев Хосокава высадиться на побережье, отражённой воинами Нитта Ёсисада. Однако, вновь погрузившись на суда отряды Хокосава продвинулись восточнее, и, высадившись на побережье, стали обходить армию Нитта, с перспективой выхода в тыл и окружения. Это движение совпало с фронтальным ударом самураев Сони. Опасаясь оказаться отрезанным, Нитта начал отход, но таким образом, оставил без прикрытия тыл отряда Кусуноки Масасигэ, который был окружён превосходящими силами противника. После ожесточённого сражения Масасигэ и его брат Масасуэ совершили самоубийство, пронзив друг друга мечами. Их примеру последовали более семидесяти самураев.